# Марбургская обойная фабрика
Марбургская обойная фабрика (Marburger Tapetenfabrik) — предприятие по производству обоев, расположенное в Германии.

## Содержание
Марбургская обойная фабрика разработала первые обои без повторяющегося рисунка, текстильные и виниловые обои, а также флизелиновые обои.
Марбургская обойная фабрика — это чисто семейное предприятие в пятом поколении. В 1845 году Иоганн Бертрам Шефер открыл в Марбурге специализированный магазин товаров для внутренней отделки, а в 1879 году начал изготавливать обои. До Второй мировой войны предприятие базировалось в Марбурге. Начиная с 50-х годов резиденция фирмы находится в Кирхгайне. Обои и облицовка стен производятся исключительно там.
Марбургская обойная фабрика изготавливает свыше 4000 различных видов обоев. Основная часть коллекций находится в ценовом сегменте от среднего до дорогого. Из всех производителей обоев Марбургская обойная фабрика производит наибольшую часть современных флизелиновых обоев.
Кроме того, Марбургская обойная фабрика известна технической облицовкой стен, которые защищают от рентгеновского излучения или электросмога. В дальнейшем данная концепция развилась в обои со звукоизоляцией.
Обои марки Marburg Wallcoverings экспортируются в 80 стран. Важными экспортными странами помимо стран Европейского сообщества являются США, Россия и Китай.
На рубеже веков Марбургская обойная фабрика представляет первую обойную коллекцию от Ульфа Моритца. За ней следуют коллекции от Луиджи Колани, Вернера Бергеса, Карима Рашида и Захи Хадид.

## Защита окружающей среды и экологичность
Начиная с 1991 года, все марбургские обои производятся согласно RAL-GZ-479. RAL-критерии были разработаны Союзом немецкой обойной промышленности под управлением Марбургской обойной фабрики.
Так термическая нейтрализация заботится о чистых, почти безостаточных отработавших газов. С 1998 года вулканизация на Марбургской обойной фабрике проводится с помощью отводимого тепла (замкнутый кругооборот). Для утилизации отработавших газов привлекаются сторонние специальные фирмы.
Марбургская обойная фабрика — это единственный производитель обоев, который с 1990 года сертифицирован согласно стандарту DIN EN ISO 9001 (менеджмент качества). На ежегодном внешнем обязательном аудите проверяется, может ли предприятие сохранить свою сертификацию. Стандарт DIN EN ISO 9001 определяет в том числе экологические цели в стратегии качества, при разработке продукции, для защиты окружающей среды в технологии изготовления и для экологически приемлемой переработки отходов.

## Инновации
| 1990 | - Патент — структурированный декор на флизелиновой основе под покраску, первая флизелиновая облицовка стен                          |
| 1992 | - SuproNova — структурированный профиль, ПВХ и непластифицированный (запатентованный)                                               |
| 1996 | - Обои с защитным покрытием от электромагнитных воздействий — подкладочные обои для защиты от электромагнитных полей, проверено TÜV |

## Совместная работа с художниками и дизайнерами
| 1954   | - Новая квартира — первая коллекция с мелким графическим рисунком после Второй мировой войны (проф. Ганс Ляйстиков) - Новая форма — первая абстрактная коллекция текстильных обоев, дизайн Ельзбет Купферот |
| 1972   | - X-art-walls — коллекции обоев от известных художников: Аллен Джонс, Ники де Сен Фале, Жан Тингели, Пол Вундерлих, Вернер Бергес                                                                           |
| 1997   | - Janosch — коллекция обоев для детских комнат от известного автора детских книг |
| 2000   | - Ulf Moritz 1 — дизайн в авангардном стиле - Обои с мышкой — коллекция для детских комнат для телепередачи «Die Sendung mit der Maus»                                                                      |
| 2001   | - Felix — лицензионная коллекция для серии детских книг о плюшевом зайце «Felix» |
| с 2001 | - Art Borders — коллекция, оформленная художниками Р. Дж. Анускиевичем, Ульфом Мортицем, Каримом Рашидом, Вернером Бергесом, Луиджи Колани, Заха Хадидом                                                    |

## Знаки отличия
- 2004 — Hessen Champion (Общество гессенских союзов предпринимателей)
- 2005 — Наивысшая награда среднего класса (Фонд Oskar-Patzelt-Stiftung)
- 2006 — Награда за инновации от архитектурного журнала AIT[1]
- 2006 — Предприятие года (обучение/eurodecor 2007)
- 2007 — Наивысшая награда среднего класса (Фонд Oskar-Patzelt-Stiftung)
- 2007 — Образовательная печать торгово-промышленной палаты, Северный Гессен[2]
- 2009 — Наивысшая награда среднего класса (Фонд Oskar-Patzelt-Stiftung)
- 2010 — Награда за инновации от архитектурного журнала AIT
- 2010 — Номинация на немецкую награду в области дизайна 2011 г., ярмарка во Франкфурте-на-Майне/Совет по оформлению
- 2012 — Награда фонда имени Оскара Патцельта (Фонд Oskar-Patzelt-Stiftung)